# Rocket Power
A Rocket Power amerikai televíziós animációs sorozat, amelyet 1999 és 2004 között készített és mutatott be a Nickelodeon. A történet középpontjában négy barát áll, akik kedvelik az extrém sportokat, a szörfölést, és mindig nagy kalandokba keverednek. Magyarországon 2000-ben került bemutatásra a Nickelodeon önálló csatornává szerveződését követően.

## Ismertető
A történet négy barát körül forog: Rakéta Ottó és testvére, Rozi, Samu, és Maurice "Csavar" Rodriguez az Egyesült Államok nyugati partvidékén élnek, és nagyon kedvelik az extrém sportokat. Ottó és Rozi az apjukkal, Robi bával élnek együtt, aki barátjával, a hawaii bennszülött származású Titusszal üzemeltet egy büfét. A legtöbb epizód cselekménye valamilyen kihívás körül forog, amit teljesíteni akarnak, de aztán rájönnek, hogy a barátság fontosabb a versengésnél.

## Szereplők

### Főszereplők
- Rakéta Ottó (Joseph Ashton, magyar hangja Szalay Csongor): tízéves, heves vérmérsékletű, türelmetlen és kalandvágyó, mely tulajdonságai gyakran keverik őt bajba. Ő a csapat vezetője. Tehetséges gördeszkás és szörfös.
- Rakéta Rozi (Shayna Fox, magyar hangja Mánya Zsófia): tizenegy éves, Ottó nővére. Öccséhez képest érettebb és megfontoltabb, ügyes atléta. Emellett publicista is, saját magazinja van.
- Sam "Samu" Dullard (Gary LeRoi Gray az első 3 évadban, Sean Marquette a negyedikben, magyar hangja Stukovszky Tamás): tízéves, szülei válása után költözött a tengerpartra Kansasből. Bár fizikálisan nem olyan erős, mint a többiek, viszont rendkívül okos, emellett görhokiban kicselezhetetlen kapus.
- Maurice "Csavar" Rodriguez (Ulysses Cuadra az első 3 évadban, Gilbert Leal a 4. évadban, magyar hangje Előd Álmos): Ottó mexikói származású barátja. Videokamerájával rendszeresen rögzíti a csapattal történteket. Nem túl eszes, és nem szereti, ha nem a becenevén szólítják. Bátyja, Lurkó rendszeresen terrorizálja őt.
- Rakéta Róbert "Robi bá" (John Kassir): Ottó és Rozi apja, szigorú, de egyben szerető apa, egy büfé és egy extrémsport-bolt tulajdonosa. Fiatal korától tehetséges szörfös, aki korán megözvegyült, és így a két gyerek nevelése rá maradt. Gyerekkori trauma miatt retteg a kutyáktól. A későbbi epizódok során elveszi feleségül Titusz unokatestvérét, Noelanit.
- Titusz Makani (Ray Bumatai, magyar hangja Orosz István): Robi bár régi barátja, hawaii származású szörfös és fotós. Közös büféjükben általában hamburgert és sült krumplit készít, és ő találta fel a hamburger és a hot dog keresztezését is. Keoni nevű unokaöccse néhányszor felbukkan a sorozatban. Gyakran szokott ősi hawaii mondásokat idézni.
- Lars "Lurkó" Rodriguez (Lombardo Boyar, magyar hangja Szokol Péter): Csavar bátyja, a sorozat gonosza, aki gyakran keveredik összetűzésbe a főszereplőkkel.

## Vetítés
A Nickelodeon 1999. augusztus 16-án mutatta be, utolsó, dupla részét pedig 2004. július 30-án adták le. Az amerikai CBS 2002 és 2005 között szindikátusban vetítette, később pedig a Nicktoons adta 2002 és 2010 között. 2014-től a "The '90s Are All That" nevű blokkban kezdték el vetíteni, melyet azóta átkereszteltek The Splat-re. Magyarországon 2000-ben mutatkozott be a sorozat, és kisebb-nagyobb megszakításokkal volt látható a Nickelodeon műsorán 2010-ig.